# Букіна Катерина Борисівна
Катерина Борисівна Букіна (рос. Екатерина Борисовна Букина; нар. 5 травня 1987, м. Ангарськ Іркутської області, РРФСР) — російська борчиня вільного стилю, срібна та бронзова призерка чемпіонатів світу, чемпіонка, дворазова срібна та бронзова медалістка чемпіонатів Європи, срібна призерка Європейських ігор, бронзова призерка Олімпійських ігор. Майстер спорту Росії міжнародного класу.

## Біографія
Народилась в Ангарську. З 12 років займається боротьбою. Перший тренер Наталія Іванова. У 2006 році перебралася до Москви. Виступає за борцівський клуб «Вітязь». Особисті тренери Чупаков В. Є., Хандкаров С. Ю. Семиразова чемпіонка Росії (2010, 2011, 2013, 2014, 2016, 2018, 2020). Срібна призерка чемпіонатів Росії (2009, 2012, 2015).

## Спортивні результати на міжнародних змаганнях

### Виступи на Олімпіадах
| Змагання                    | Збірна | Вагова категорія          | Місце  |
| --------------------------- | ------ | ------------------------- | ------ |
| Літні Олімпійські ігри 2016 | Росія  | жіноча боротьба, до 75 кг | Бронза |

### Виступи на Чемпіонатах світу
| Змагання                        | Збірна | Вагова категорія          | Місце  |
| ------------------------------- | ------ | ------------------------- | ------ |
| Чемпіонат світу з боротьби 2010 | Росія  | жіноча боротьба, до 72 кг | Бронза |
| Чемпіонат світу з боротьби 2011 | Росія  | жіноча боротьба, до 72 кг | Срібло |
| Чемпіонат світу з боротьби 2012 | Росія  | жіноча боротьба, до 72 кг | 7      |
| Чемпіонат світу з боротьби 2014 | Росія  | жіноча боротьба, до 75 кг | 18     |
| Чемпіонат світу з боротьби 2015 | Росія  | жіноча боротьба, до 75 кг | 7      |
| Чемпіонат світу з боротьби 2018 | Росія  | жіноча боротьба, до 76 кг | 13     |
| Чемпіонат світу з боротьби 2019 | Росія  | жіноча боротьба, до 76 кг | 17     |

### Виступи на Чемпіонатах Європи
| Змагання                         | Збірна | Вагова категорія          | Місце  |
| -------------------------------- | ------ | ------------------------- | ------ |
| Чемпіонат Європи з боротьби 2010 | Росія  | жіноча боротьба, до 72 кг | Срібло |
| Чемпіонат Європи з боротьби 2011 | Росія  | жіноча боротьба, до 72 кг | 8      |
| Чемпіонат Європи з боротьби 2014 | Росія  | жіноча боротьба, до 75 кг | Бронза |
| Чемпіонат Європи з боротьби 2018 | Росія  | жіноча боротьба, до 76 кг | Срібло |
| Чемпіонат Європи з боротьби 2020 | Росія  | жіноча боротьба, до 76 кг | Золото |

### Виступи на Європейських іграх
| Змагання              | Збірна | Вагова категорія          | Місце  |
| --------------------- | ------ | ------------------------- | ------ |
| Європейські ігри 2015 | Росія  | жіноча боротьба, до 75 кг | Срібло |

### Виступи на Кубках світу
| Змагання                    | Збірна | Вагова категорія          | Місце  |
| --------------------------- | ------ | ------------------------- | ------ |
| Кубок світу з боротьби 2011 | Росія  | жіноча боротьба, до 72 кг | Срібло |
| Кубок світу з боротьби 2012 | Росія  | жіноча боротьба, до 72 кг | 4      |
| Кубок світу з боротьби 2014 | Росія  | жіноча боротьба, до 75 кг | Срібло |
| Кубок світу з боротьби 2015 | Росія  | жіноча боротьба, до 75 кг | Срібло |
| Кубок світу з боротьби 2019 | Росія  | команда                   | 6      |
| Кубок світу з боротьби 2020 | Росія  | жіноча боротьба, до 76 кг | 5      |

### Виступи на інших змаганнях
| Змагання                                                         | Збірна | Вагова категорія          | Місце  |
| ---------------------------------------------------------------- | ------ | ------------------------- | ------ |
| Гран-прі Німеччини з боротьби 2005                               | Росія  | жіноча боротьба, до 72 кг | Срібло |
| Гран-прі Німеччини з боротьби 2006                               | Росія  | жіноча боротьба, до 72 кг | 9      |
| Гран-прі Німеччини з боротьби 2007                               | Росія  | жіноча боротьба, до 72 кг | 5      |
| Чемпіонат світу з боротьби серед студентів 2008                  | Росія  | жіноча боротьба, до 72 кг | Срібло |
| Гран-прі Німеччини з боротьби 2009                               | Росія  | жіноча боротьба, до 72 кг | Золото |
| Золотий Гран-прі з боротьби 2010 (Красноярськ)                   | Росія  | жіноча боротьба, до 72 кг | Золото |
| Гран-прі Німеччини з боротьби 2010                               | Росія  | жіноча боротьба, до 72 кг | Золото |
| Золотий Гран-прі з боротьби 2010 (Баку)                          | Росія  | жіноча боротьба, до 72 кг | 8      |
| Гран-прі Туркуена з боротьби 2011                                | Росія  | жіноча боротьба, до 72 кг | Бронза |
| Відкритий чемпіонат Польщі з вільної боротьби 2011               | Росія  | жіноча боротьба, до 72 кг | Срібло |
| Тестовий турнір FILA 2011                                        | Росія  | жіноча боротьба, до 72 кг | Золото |
| Відкритий чемпіонат Польщі з боротьби вільної 2012               | Росія  | жіноча боротьба, до 72 кг | Бронза |
| Турнір Олександра Медведя 2013                                   | Росія  | жіноча боротьба, до 72 кг | Золото |
| Гран-прі Німеччини з боротьби 2013                               | Росія  | жіноча боротьба, до 72 кг | 10     |
| Літня Універсіада 2013                                           | Росія  | жіноча боротьба, до 72 кг | Золото |
| Меморіал Вацлава Циолковського 2013                              | Росія  | жіноча боротьба, до 72 кг | 9      |
| Вогні Москви 2013                                                | Росія  | жіноча боротьба, до 72 кг | Золото |
| Гран-прі «Іван Яригін» 2014                                      | Росія  | жіноча боротьба, до 75 кг | Бронза |
| Klippan Lady Open 2014                                           | Росія  | жіноча боротьба, до 75 кг | Срібло |
| Відкритий чемпіонат Польщі з вільної боротьби 2014               | Росія  | жіноча боротьба, до 75 кг | Золото |
| Гран-прі «Іван Яригін» 2015                                      | Росія  | жіноча боротьба, до 75 кг | Бронза |
| Гран-прі Німеччини з боротьби 2015                               | Росія  | жіноча боротьба, до 75 кг | Бронза |
| Кубок Алроси 2015                                                | Росія  | жіноча боротьба, до 75 кг | Золото |
| Золотий Гран-прі з боротьби 2015                                 | Росія  | жіноча боротьба, до 75 кг | Бронза |
| Гран-прі «Іван Яригін» 2016                                      | Росія  | жіноча боротьба, до 75 кг | 7      |
| Klippan Lady Open 2016                                           | Росія  | жіноча боротьба, до 75 кг | Золото |
| Олімпійський кваліфікаційний турнір з боротьби 2016 (Улан-Батор) | Росія  | жіноча боротьба, до 75 кг | Бронза |
| Олімпійський кваліфікаційний турнір з боротьби 2016 (Стамбул)    | Росія  | жіноча боротьба, до 75 кг | Золото |
| Чемпіонат Росії з вільної боротьби 2016                          | Росія  | жіноча боротьба, до 75 кг | Золото |
| Гран-прі Іспанії з боротьби 2016                                 | Росія  | жіноча боротьба, до 75 кг | Золото |
| Гран-прі «Іван Яригін» 2018                                      | Росія  | жіноча боротьба, до 76 кг | Срібло |
| Турнір Дана Колова — Николи Петрова 2018                         | Росія  | жіноча боротьба, до 76 кг | Срібло |
| Чемпіонат Росії з вільної боротьби 2018                          | Росія  | жіноча боротьба, до 76 кг | Золото |
| Відкритий чемпіонат Польщі з вільної боротьби 2018               | Росія  | жіноча боротьба, до 76 кг | 7      |
| Турнір Олександра Медведя 2018                                   | Росія  | жіноча боротьба, до 76 кг | Золото |
| Меморіал Іона Корнеану і Ладислава Сімона 2018                   | Росія  | жіноча боротьба, до 76 кг | Срібло |
| Турнір міста Сассарі з боротьби 2019                             | Росія  | жіноча боротьба, до 76 кг | 5      |
| Гран-прі Іспанії з боротьби 2019                                 | Росія  | жіноча боротьба, до 76 кг | Золото |
| Відкритий чемпіонат Польщі з боротьби 2019                       | Росія  | жіноча боротьба, до 76 кг | Срібло |
| Чемпіонат Росії з вільної боротьби 2020                          | Росія  | жіноча боротьба, до 76 кг | Золото |
| Відкритий чемпіонат Польщі з вільної боротьби 2020               | Росія  | жіноча боротьба, до 76 кг | Срібло |
| Гран-прі «Іван Яригін» 2021                                      | Росія  | жіноча боротьба, до 76 кг | Срібло |
| Турнір Олександра Медведя 2021                                   | Росія  | жіноча боротьба, до 76 кг | Золото |

### Виступи на змаганнях молодших вікових груп
| Змагання                                       | Збірна | Вагова категорія          | Місце  |
| ---------------------------------------------- | ------ | ------------------------- | ------ |
| Чемпіонат Європи з боротьби серед кадетів 2004 | Росія  | жіноча боротьба, до 70 кг | Срібло |
| Чемпіонат світу з боротьби серед юніорів 2006  | Росія  | жіноча боротьба, до 72 кг | Бронза |
| Чемпіонат Європи з боротьби серед юніорів 2007 | Росія  | жіноча боротьба, до 72 кг | 8      |
| Чемпіонат світу з боротьби серед юніорів 2007  | Росія  | жіноча боротьба, до 72 кг | Срібло |